# 表面活性剂

胶束——表面活性剂分子的亲脂尾端聚于胶束内部，避免与极性的水分子接触；分子的极性亲水头端则露于外部，与极性的水分子发生作用，并对胶束内部的憎水基团产生保护作用。形成胶束的化合物一般为两亲分子，因此一般胶束除可溶于水等极性溶剂以外，还能以反胶束的形式溶于非极性溶剂中。

表面活性剂又稱界面活性劑，是能使目标溶液表面张力显著下降的物质，可降低两种液体或液体-固体间的表面张力。种类繁多。最典型的例子是肥皂，具分解、滲入的效果，應用廣泛。
表面活性剂一般为具有亲水与疏水基团的有机两性分子，通常是两亲的有机化合物，含有疏水基团（“尾”）和亲水基团（“头”）。因此，它们在有机溶剂和水中均可溶。

## 历史
表面活性剂在自然界中天然存在，例如细胞膜中的磷脂、肺泡表面活性物质、脂肪代谢中的胆汁酸等。表面活性剂在生命起源中也扮演着重要角色。磷脂为原始生命提供了脱离岩石孔隙的基本条件；表面活性蛋白、胆酸盐等为生命活动调节路径。
人类最早使用的表面活性剂是来自于生物的肥皂和洗涤剂。约5000年前古埃及人就用羊油碳灰作为洗涤剂使用。
“表面活性剂”一词的英文surfactant/surfactants由surface active agents（表面+活性+剂）组成的合成词，于1950年由安德拉的产品首先使用。

## 分类
表面活性剂按亲水基团可以分为：
- 阳离子表面活性剂：在水中解离后，头基带正电荷, 以季铵盐最为常见。因其水溶液有很强的杀菌能力，故常用于消毒杀菌。具有两条尾链的阳离子表面活性剂能够使织物柔顺和抗静电。
- 阴离子表面活性剂：在水中解离后，头基带负电。包括含有羧酸根的胆汁酸、皂基表面活性剂, 部分含有磷酸根的磷脂，以及硫酸根和磺酸根。
- 两性离子表面活性剂：两个带相反电荷的头基共价连接到一起。如蛋黄卵磷脂、甜菜碱、氧化胺表面活性剂。
- 非离子表面活性剂：头基在水中几乎不解离, 水溶性依靠头基与水分子间的氢键产生。如寡聚氧乙烯、寡糖。

按疏水尾链，表面活性剂可以分为：
- 直链烷基表面活性剂：具有直线状的疏水尾链，如各类烷基酸盐、烷基硫酸盐等。
- 支链烷基表面活性剂：疏水尾链上存在支链结构，如双(2-乙基己基)琥珀酸酯磺酸钠。
- 不饱和烷基表面活性剂：疏水尾链中存在碳碳双键，如油酸钠。
- 环状疏水尾链表面活性剂：疏水尾链形成环状结构，如胆甾骨架。
- 碳氟表面活性剂：碳氢链上的氢原子被氟原子取代形成的疏水尾链，具有高表面活性、高耐热稳定性及高化学稳定性，既憎水又憎油。被广泛用于制备疏水材料。
- 有机硅表面活性剂：碳氟表面活性剂和碳氢表面活性剂水溶液的混合物，以交替的硅-氧键及连接于硅原子的甲基为疏水链[4]。
- 聚合物型表面活性剂：由环氧丙烷开环聚合得到的聚氧丙烯链作为疏水链。

按照分子构型，表面活性剂可以分为：
- Bola型表面活性剂：两个头基处于疏水尾链两端[5]。
- Gemini表面活性剂：两个单体共价相连，双头双尾。

此外，有些表面活性剂以来源命名, 如生物表面活性剂是指从生物中直接获得的表面活性剂；也有以亲水基团的化合物种类来划分，例如氨基酸表面活性剂等；还有按分子量将表面活性剂分为小分子表面活性剂和高分子表面活性剂等。

## 性质

表面活性剂吸附于空气/水表面形成的单分子膜

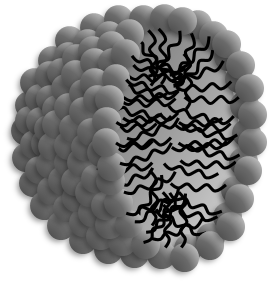
表面活性剂水溶液中形成的典型聚集体结构——球形胶束的剖面图

表面活性剂溶于水时能够在空气/水表面吸附形成排列整齐的单层膜，还能够在油/水界面富集并降低界面张力，改变油/水界面膜的结构和性质。此外，它们也能够吸附于固体表面，提高固体基底的润湿性。
许多表面活性剂也能在本体溶液中，达到饱和吸附时聚集成为聚集体。囊泡和胶束都是此类聚集体。表面活性剂开始形成胶束的浓度叫做临界胶束浓度或CMC。当胶束在水中形成，胶束的尾形成能够包裹油滴的核，而它们的（离子／极性）头能够形成一个外壳，保持与水接触。表面活性剂在油中聚集，聚集体指的是反胶束。在反胶束中，头在核，尾保持与油的充分接触。表面活性剂通常分为四大类：阴离子，阳离子，非离子和两性离子（双电子）。这种自发的聚集过程被称为自组装。
表面活性剂系统的热动力学很重要，不论是理论上还是实践上。因为表面活性剂系统代表的是介于有序和无序物质状态之间的系统。表面活性剂溶液可能含有有序相（胶束）和无序相（自由表面活性剂分子和／或离子）。
如常用的洗涤剂能够提高水在土壤中的渗透能力，但是效果仅仅持续数日（许多标准洗衣粉含有一定量的化学品，比如钠和溴，由于它们会破坏植物，不适于土壤）。商业土壤润湿剂会持续起效果一段时间，最终还是会被微生物降解。然而，有一些会对水生物的生物循环产生影响，因此必须小心防止这些产品流入地表径流，过量产品不应该洗消。

## 应用
表面活性剂可以降低水表面张力，使水能够更容易渗透和湿润其他材料。
表面活性剂在洗涤剂中广泛应用，具有去污的能力，能够将油污溶解于水中，并形成胶束或乳液，从而实现清洁的效果。
表面活性剂能够包覆大尺寸的难溶物，分散在水中，从而增加其稳定性。例如，对于不溶于水的碳纳米管等材料，表面活性剂可以包裹在其表面，起到分散、稳定的作用。
由于表面活性剂的两亲性，它可以在液体-液体界面上吸附，从而形成乳化体系，使原本不相溶的液体相互混合。乳化在食品工业和药物制剂中具有重要的应用。而当不溶性气体被液体分散(包裹)时, 可以形成稳定的泡沫体系。
某些表面活性剂在生物体系中应用广泛。例如，阴离子表面活性剂十二烷基硫酸钠（SDS）被用作分离蛋白质的凝胶剂辅助成分。此外，表面活性剂还可以作为药物载体、生物黏合剂、智能软材料的制备等方面发挥作用。